# HD38724
HD38724 — хімічно пекулярна зоря спектрального класу A2, що має видиму зоряну величину в смузі V приблизно  9,0.
Вона  розташована на відстані близько 512,8 світлових років від Сонця.